# (4326) McNally
(4326) McNally ist ein Hauptgürtelasteroid, der am 28. April 1982 von Ted Bowell vom Lowell-Observatorium aus entdeckt wurde.